# باستان‌سرخس
باستان‌سرخس (به انگلیسی: Archaeopteris) سرده‌ای منقرض‌شده از گیاهی درخت‌مانند است که برگ‌هایی شبیه به سرخس داشت. 